# Maurice Hooker
Maurice Hooker est un boxeur américain né le 7 août 1989 à Dallas, Texas.

## Carrière
Passé professionnel en 2011, il devient champion du monde des poids super-légers WBO le 9 juin 2018 après sa victoire aux points face au britannique Terry Flanagan à Manchester. Hooker conserve son titre le 16 novembre 2018 en battant par arrêt de l’arbitre au 9e round Miguel Roman et le 9 mars 2019 Mikkel LesPierre aux points. Il est en revanche battu par Jose Carlos Ramirez, champion WBC de la catégorie, le 27 juillet 2019 par arrêt de l'arbitre au 6e round.